# كارلوس إسكوديرو
كارلوس إسكوديرو (بالإسبانية: Carlos Escudero)‏ (11 يناير 1982 بتشيلي - ) هو مدرب كرة قدم ولاعب كرة قدم تشيلي في مركز الوسط. لعب مع ديبورتيس أنتوفاغاستا.

## وصلات خارجية
- كارلوس إسكوديرو على موقع قاعدة بيانات كرة القدم.إي يو (الإنجليزية)
- كارلوس إسكوديرو على موقع قاعدة بيانات كرة القدم.إي يو (الإنجليزية)
- كارلوس إسكوديرو على موقع Soccerway.com (الإنجليزية)
- كارلوس إسكوديرو على موقع AS.com (الإسبانية)